# بالوتوپا
بالوتوپا (به لاتین: Baluthupa) یک منطقهٔ مسکونی در بنگلادش است که در ناحیه چاندپور واقع شده‌است.